# زاکوتا
زاکوتا (به صربی: Zakuta) یک منطقهٔ مسکونی در صربستان است که در کرالیفو واقع شده‌است.